# Pim, Pam en Pluis
Pim, Pam en Pluis is een Nederlandse stripreeks die werd geschreven en getekend door Gerard Leever.

## Inhoud
De reeks is gebaseerd op Dik van Dieren en zo, een oudere stripreeks van Gerard Leever. Pim & Pam redden een intelligent muisje (Pluis) uit een laboratorium van een gewetenloze onderzoeker. Met behulp van de muis kan de niet al te slimme Pim zijn rapportcijfers opkrikken, maar Pim kan zich ook nogal irriteren aan de opschepperige Pluis.

## Publicatiegeschiedenis
De verhalen verschenen vanaf 2007 in het jeugdtijdschrift Roetsj, maar de reeks stopte al na een jaar. In totaal verschenen twintig afleveringen. In 2013 gaf de uitgeverij Strip2000 de verhalen uit in een album geflankeerd door een serie strip-tekenlessen van de muis Pluis. Het album werd door Het Stripschap bekroond als beste jeugdalbum van 2013.

## Albums
1. 20 avonturen van Pim Pam & Pluis + tekenles (Strip2000, 2013)